# Fulvio Sulmoni
Fulvio Sulmoni (Mendrisio, 4 gennaio 1986) è un ex calciatore svizzero, di ruolo difensore.

## Carriera
Fulvio Sulmoni ha giocato per tutte le grandi squadre ticinesi: FC Lugano, FC Locarno, FC Chiasso e l'AC Bellinzona.
Dopo otto anni trascorsi nella seconda serie svizzera, nel 2013 passa al Thun con cui esordisce in massima serie e in campo internazionale, giocando 4 partite nei preliminari di Europa League e due partite nella fase a gironi della stessa competizione. Segna la sua prima rete in Super League in occasione della partita disputata contro il FC Basilea il 23 novembre 2013, firmando il momentaneo vantaggio della compagine bernese (partita poi persa per 4-1 dal Thun).

## Statistiche
Statistiche aggiornate a giugno 2018.
| Stagione          | Squadra           | Campionato        | Campionato | Campionato | Coppe nazionali | Coppe nazionali | Coppe nazionali | Coppe continentali | Coppe continentali | Coppe continentali | Altre coppe | Altre coppe | Altre coppe | Totale | Totale |
| Stagione          | Squadra           | Comp              | Pres       | Reti       | Comp            | Pres            | Reti            | Comp               | Pres               | Reti               | Comp        | Pres        | Reti        | Pres   | Reti   |
| ----------------- | ----------------- | ----------------- | ---------- | ---------- | --------------- | --------------- | --------------- | ------------------ | ------------------ | ------------------ | ----------- | ----------- | ----------- | ------ | ------ |
| 2005-2006         | Lugano            | CL                | 13         | 0          | CS              | 1               | 0               | -                  | -                  | -                  | -           | -           | -           | 14     | 0      |
| 2006-2007         | Lugano            | CL                | 25         | 1          | CS              | 2               | 0               | -                  | -                  | -                  | -           | -           | -           | 27     | 1      |
| 2007-2008         | Lugano            | CL                | 19         | 0          | CS              | 0               | 0               | -                  | -                  | -                  | -           | -           | -           | 19     | 0      |
| 2008-2009         | Lugano            | CL                | 1          | 0          | CS              | 0               | 0               | -                  | -                  | -                  | -           | -           | -           | 1      | 0      |
| 2009-2010         | Lugano            | CL                | 9          | 1          | CS              | 1               | 0               | -                  | -                  | -                  | -           | -           | -           | 10     | 1      |
| 2010-2011         | Locarno           | CL                | 23         | 1          | CS              | 2               | 0               | -                  | -                  | -                  | -           | -           | -           | 25     | 1      |
| Totale Locarno    | Totale Locarno    | Totale Locarno    | 23         | 1          |                 | 2               | 0               |                    | -                  | -                  |             |             |             | 25     | 1      |
| 2011-2012         | Chiasso           | CL                | 28         | 4          | CS              | 2               | 0               | -                  | -                  | -                  | -           | -           | -           | 30     | 4      |
| Totale Chiasso    | Totale Chiasso    | Totale Chiasso    | 28         | 4          |                 | 2               | 0               |                    | -                  | -                  |             |             |             | 30     | 4      |
| 2012-2013         | Bellinzona        | CL                | 34         | 2          | CS              | 2               | 0               | -                  | -                  | -                  | -           | -           | -           | 36     | 2      |
| Totale Bellinzona | Totale Bellinzona | Totale Bellinzona | 34         | 2          |                 | 2               | 0               |                    | -                  | -                  |             |             |             | 36     | 2      |
| 2013-2014         | Thun              | SL                | 24         | 1          | CS              | 4               | 0               | UEL                | 8                  | 0                  | -           | -           | -           | 36     | 1      |
| 2014-2015         | Thun              | SL                | 28         | 4          | CS              | 2               | 0               | -                  | -                  | -                  | -           | -           | -           | 30     | 4      |
| 2015-2016         | Thun              | SL                | 25         | 2          | CS              | 3               | 0               | UEL                | 6                  | 0                  | -           | -           | -           | 34     | 2      |
| Totale Thun       | Totale Thun       | Totale Thun       | 77         | 7          |                 | 9               | 0               |                    | 14                 | 0                  |             |             |             | 100    | 7      |
| 2016-2017         | Lugano            | SL                | 31         | 0          | CS              | 1               | 0               | -                  | -                  | -                  | -           | -           | -           | 32     | 0      |
| 2017-2018         | Lugano            | SL                | 31         | 1          | CS              | 3               | 0               | UEL                | 4                  | 0                  | -           | -           | -           | 38     | 1      |
| 2018-2019         | Lugano            | SL                | 26         | 0          | CS              | 3               | 0               | -                  | -                  | -                  | -           | -           | -           | 29     | 0      |
| Totale Lugano     | Totale Lugano     | Totale Lugano     | 155        | 3          |                 | 12              | 0               |                    | 4                  | 0                  |             | -           | -           | 170    | 3      |
| Totale carriera   | Totale carriera   | Totale carriera   | 275        | 16         |                 | 24              | 0               |                    | 14                 | 0                  |             | -           | -           | 313    | 16     |